# Tomas Kalnoky
Tomas Kalnoky, né le 24 décembre 1980 à Prague (Tchécoslovaquie), est un musicien américain. Il est actuellement le leader du groupe de Ska punk américain Streetlight Manifesto dont il assume les rôles de chanteur, guitariste et auteur-compositeur. Il exerce les mêmes fonctions dans la formation Bandits of the Acoustic Revolution. Il est l'ex-leader du groupe de ska-punk américain Catch 22. Il mène aussi une carrière solo sous le pseudonyme de Toh Kay.

## Biographie
Tomas Kalnoky est né le 24 décembre 1980 à Prague en Tchécoslovaquie. Sa famille est partie s'installer aux États-Unis en 1985. Il a un frère : Achilles, qui a un an de plus que lui.

## Discographie

### Gimp
- Smiles for Macavity (Cassette) (1996)

### Catch 22
- Rules of the Game (EP) (Cassette) (1997)
- Keasbey Nights (1998)

### Bandits of the Acoustic Revolution
- A Call to Arms (EP) (2001)

### Streetlight Manifesto
- Streetlight Manifesto Demo (EP) (2002)
- Everything Goes Numb (26 août 2003)
- Keasbey Nights (7 mars 2006)
- Somewhere in the Between (13 novembre 2007)
- 99 Songs of Revolution (16 mars 2010)
- The Hands That Thieve (30 avril 2013)

### Toh Kay
- You By Me: Vol. 1 (Avec Dan Potthast de MU330 et The Stitch Up) (16 novembre 2010)
- Streetlight Lullabies (22 novembre 2011)
- That Hand That Thieves (30 avril 2013)